# Right Now (Nick-Jonas-Lied)
Right Now (englisch für „In diesem Augenblick“) ist ein Lied des US-amerikanischen Popsängers Nick Jonas, in Kooperation mit dem deutschen DJ Robin Schulz.

## Entstehung und Artwork
Right Now wurde gemeinsam von insgesamt zwölf Autoren geschrieben, mit beteiligt waren: Taylor Bird, Skylar Grey, Peter Hanna, Nick Jonas, das deutsche Produzenten-Trio Junkx (bestehend aus: Dennis Bierbrodt, Stefan Dabruck, Jürgen Dohr und Guido Kramer), Steve Mac, Andrew McMahon, Robin Schulz und Lindsey Stirling. Die Produktion erfolgte durch Junkx, Steve Mac und Robin Schulz. Abgemischt wurde das Stück unter der Leitung des US-amerikanischen Produzenten Erik Madrid und seinem aus Los Angeles stammenden Assistenten William Binderup. Das Programmieren von Right Now erfolgte unter der Hauptverantwortung des Junkx-Mitglieds Kramer, die Programmierung des Schlagzeugs wurde eigenständig vom Briten Chris Laws getätigt. Für das Engineering zeichneten sich Junkx, Laws sowie der britische Singer-Songwriter Dann Pursey zuständig.
Auf dem rötlich gehaltenen Cover der Single sind lediglich die Künstlernamen und der Liedtitel – vor dem Hintergrund einer hügeligen Küstenlandschaft – zu sehen. Der Liedtitel wird dabei als rot strahlendes Straßenschild inmitten des Coverbildes dargestellt, darüber befinden sich in oranger Schrift die Namen der beiden Interpreten.

## Veröffentlichung und Promotion
Die Erstveröffentlichung von Right Now erfolgte als Einzeldownload am 24. August 2018. Die Single wurde unter den Musiklabels Island Records und Safehouse veröffentlicht sowie durch Universal Music Publishing vertrieben. Um das Stück zu bewerben lud Nick Jonas einen Tag vor der Singleveröffentlichung ein Video auf seinem YouTube-Profil hoch, in dem lediglich das Cover der Single zu sehen ist, während das Lied zu hören ist. Unter anderem wurde die Singleveröffentlichung mit einer großen Werbeaktion auf dem Times Square in New York City beworben. Am 7. September 2018 traten Jonas und Schulz gemeinsam in der US-amerikanischen Late-Night-Show The Tonight Show auf. Am 26. Oktober 2018 erschien mit Right Now (Robin Schulz VIP Remix) eine von Schulz selbst getätigte Remixversion als Einzeldownload.

## Hintergrund
Während eines Interviews mit der Teen Vogue am 9. August 2018 gab Nick Jonas erstmals bekannt, dass er mit Robin Schulz zusammengearbeitet habe und eine neue Single mit dem Titel Right Now in zwei Wochen erscheinen würde. Es sei ein Lied, an dem Jonas eine ganze Weile gearbeitet habe und das zunächst nur unter der Mithilfe von Skylar Grey entstanden sei. Er habe auf den richtigen Zeitpunkt sowie den passenden Kollabo-Partner gewartet, um das Stück zu veröffentlichen.
Nach der Veröffentlichung des Liedes kursierten Gerüchte, dass es in dem Lied um Jonas selbst und seine Verlobte Priyanka Chopra gehen soll. Kurz darauf meldete sich die Koautorin Grey über Instagram Stories zu Wort und erklärte, dass es in dem Lied sie um ihren Lebensgefährten Elliot ginge.

## Inhalt
Der Liedtext zu Right Now ist in englischer Sprache gehalten und bedeutet ins Deutsche übersetzt so viel wie „In diesem Augenblick“. Die Musik und der Text wurden gemeinsam von Taylor Bird, Skylar Grey, Peter Hanna, Nick Jonas, Junkx, Steve Mac, Andrew McMahon, Robin Schulz und Lindsey Stirling geschrieben. Musikalisch bewegt sich das Lied im Bereich des Dance-Pops und des Dancehalls. Das Tempo beträgt 104 Schläge pro Minute.
Inhaltlich beschreibt Right Now eine Liebesgeschichte. Es geht um zwei sich Liebende, die zusammen sein beziehungsweise -kommen wollen. Beide haben Angst vor der Bindung, weil sie nicht die Absichten des Gegenübers kennen. Um zusammenzukommen, wollen sie sich gegenseitig ihre guten Absichten beweisen und so das Vertrauen des Gegenübers gewinnen. Die Basis für das Stück bildete die Beziehung zwischen Grey und ihrem Lebensgefährten Elliot. Grey sei arbeitsbedingt ständig auf Reisen. Bei einer Reise nach London – um mit Jonas an dem Lied zu arbeiten – habe ihr Elliot öfters gesagt: „I swear, the next time I have you in my arms I’m never letting you go“ (englisch für „Ich schwöre, das nächste Mal, wenn ich dich in meinen Armen halte, werde ich dich nie mehr gehen lassen“). Dieser Satz sei die Inspiration für das Lied gewesen. Dieser findet sich in leicht abgewandelter Form im Refrain des Stückes wieder.
Aufgebaut ist das Lied auf zwei Strophen und einem Refrain. Es beginnt mit der ersten Strophe, auf die ein Pre-Chorus sowie schließlich der eigentliche Refrain folgt. Der gleiche Vorgang wiederholt sich mit der zweiten Strophe. Nach dem zweiten Refrain erfolgt ein kurzer Post-Chorus, ehe das Lied mit einem abschließenden dritten Refrain endet. Der Hauptgesang des Liedes stammt vom Jonas, im Hintergrund ist die Stimme von Grey zu hören. Schulz wirkt lediglich als DJ an dem Stück mit. Die Instrumentalisierung erfolgte durch Zane Carney, John Paricelli sowie Dann Pursey an der Gitarre, Junkx sowie Steve Mac am Keyboard und Chris Laws am Schlagzeug.
| “Right now, you know I miss your body, so I won’t kiss nobody until you come back home. And I swear, the next time that I hold you, I won’t let you go nowhere. You’ll never be alone, I’ll never let you go.” – Refrain, Originalauszug | „In diesem Augenblick weißt du, dass ich deinen Körper vermisse. Also werde ich niemanden küssen, bis du wieder zu Hause bist; und ich schwöre, dass nächste Mal wenn ich dich in meinen Armen halte, werde ich dich nicht nirgendwo anders hingehen lassen. Du wirst niemals alleine sein. Ich werde dich niemals gehen lassen.“ – Refrain, Übersetzung |

## Musikvideo
Das offizielle Musikvideo zu Right Now feierte am 27. September 2018 auf YouTube seine Premiere. Während des Videos ist Nick Jonas zu sehen, der vor einem schwarzen Hintergrund das Lied singt. Es ist lediglich sein Oberkörper zu sehen. Begleitet wird Jonas von einer Lichtershow, die ihn unterstützend in Szene setzt. Schulz taucht im Video selbst nicht auf, am Ende wird lediglich ein Porträt von ihm eingeblendet. Die Gesamtlänge des Videos beträgt 3:29 Minuten. Bis heute zählt das Musikvideo über 73,2 Millionen Aufrufe bei YouTube (Stand: März 2020).

## Mitwirkende
Liedproduktion
- Dennis Bierbrodt: Engineering, Keyboard, Komponist, Liedtexter, Musikproduzent
- William Binderup: Abmischung (Assistenz)
- Taylor Bird: Komponist, Liedtexter
- Zane Carney: Gitarre
- Stefan Dabruck: Engineering, Keyboard, Komponist, Liedtexter, Musikproduzent
- Jürgen Dohr: Engineering, Keyboard, Komponist, Liedtexter, Musikproduzent
- Skylar Grey: Hintergrundgesang, Komponist, Liedtexter
- Peter Hanna: Komponist, Liedtexter
- Nick Jonas: Gesang, Komponist, Liedtexter
- Guido Kramer: Engineering, Keyboard, Komponist, Liedtexter, Musikproduzent, Programmierung
- Chris Laws: Engineering, Programmierung (Schlagzeug), Schlagzeug
- Steve Mac: Keyboard, Komponist, Liedtexter, Musikproduzent
- Erik Madrid: Abmischung
- Andrew McMahon: Komponist, Liedtexter
- John Paricelli: Gitarre
- Dann Pursey: Engineering, Gitarre
- Robin Schulz: DJ, Komponist, Liedtexter, Musikproduzent
- Lindsey Stirling: Komponist, Liedtexter

Unternehmen
- Island Records: Musiklabel
- Safehouse: Musiklabel
- Universal Music Publishing: Vertrieb

## Rezeption

### Rezensionen
Kat Bein vom Billboard-Magazin ist der Meinung, dass Right Now für den „Ruhm“ bestimmt sei. Das Lied verfüge über eine „flirthafte Dance-Pop-Melodie“ und verberge eine Art „versteckte Aufregung“ die perfekt für Sommernächte sei.
Katrina Rees von celebmix.com beschrieb Right Now als definitiv perfektes Lied, um die Sommermonate auf einem Hoch zu beenden.

### Chartplatzierungen
Right Now erreichte in Deutschland Position 78 der Singlecharts und konnte sich eine Woche in den Top 100 halten. In den Midweekcharts schaffte es die Single zunächst noch auf Position 64. Darüber hinaus platzierte sich Right Now mehrere Tage in den Tagesauswertungen der deutschen iTunes-Charts und erreichte am 25. August 2018 mit Position zwölf seine höchste Notierung. In der Schweizer Hitparade platzierte sich die Single ebenfalls eine Woche und erreichte dabei Position 72. In den Vereinigten Staaten schaffte es Right Now auf Position 14 der Dance/Electronic Songs. International konnte sich die Single des Weiteren ebenfalls in den iTunes-Tagesauswertungen in Italien (#51), Kanada (#12), Spanien (#28) und den Vereinigten Staaten (#18) platzieren.
Für Schulz als Interpret ist dies der 15. Charterfolg in Deutschland und der 14. in der Schweiz. Als Produzent ist es sein 13. Charterfolg in Deutschland sowie sein zwölfter in der Schweiz. In seiner Autorentätigkeit es sein zwölfter Charterfolg in Deutschland und sein elfter in der Schweiz. Jonas erreichte als Solointerpret hiermit zum vierten Mal die deutschen Singlecharts sowie nach Close zum zweiten Mal die Schweizer Hitparade. Als Autor erreichte er hiermit zum fünften Mal die Charts in Deutschland und nach S.O.S (Jonas Brothers) zum zweiten Mal die Schweizer Hitparade.
Mac erreichte als Autor oder Produzent mit Right Now zum 59. Mal die deutschen und zum 60. Mal die Schweizer Singlecharts. Für Junkx als Autorenteam stellt dies den 14. Charterfolg in Deutschland sowie den neunten Charterfolg in der Schweiz dar. Als Produzententeam ist es ebenfalls ihr 13. Charterfolg in Deutschland und der zehnte in der Schweiz. Grey erreichte in ihrer Autorentätigkeit hiermit zum elften Mal die Singlecharts in Deutschland sowie zum siebten Mal in der Schweiz. Für Stirling ist es in Deutschland nach den beiden eigenen Singles Crystallize und Shatter Me der erste Autorenerfolg für einen anderen Interpreten, in der Schweiz ist es nach Crystallize der Zweite. Hanna erreichte ebenfalls nach Hey Baby (Dimitri Vegas & Like Mike vs. Diplo feat. Deb’s Daughter) und Complicated (Dimitri Vegas & Like Mike vs. David Guetta feat. Kiiara) zum dritten Mal die deutschen Singlecharts als Autor sowie nach Complicated zum zweiten Mal die Schweizer Hitparade. Für die beiden Autoren Bird und McMahon stellt Right Now der erste Charterfolg ihrer Karriere dar.
| ChartsChartplatzierungen | Höchstplatzierung | Wochen |
| ------------------------ | ----------------- | ------ |
| Deutschland (GfK)        | 78 (1 Wo.)        | 1      |
| Schweiz (IFPI)           | 72 (1 Wo.)        | 1      |

### Auszeichnungen für Musikverkäufe
| Land/Region     | Auszeichnungen für Musikverkäufe (Land/Region, Auszeichnung, Verkäufe) | Verkäufe |
| --------------- | ---------------------------------------------------------------------- | -------- |
| Brasilien (PMB) | 2× Platin                                                              | 80.000   |
| Insgesamt       | 2× Platin ·                                                            | 80.000   |

Hauptartikel: Robin Schulz/Auszeichnungen für Musikverkäufe